# Journal of Financial Economics
Journal of Financial Economics (JFE; Журнал финансовой экономики) — специализированный экономический журнал (США). Издание основано в 1974 г., занимает 5-е место среди крупнейших международных экономических журналов .
Первый редактор (Founding Editor) — Майкл Дженсен. Управляющим редактором в настоящее время является Дж. Уильям Шверт (G. William Schwert).
В редакционный совет журнала входят известные экономисты: Ю. Фама, К. Френч, А. Шлейфер и др.
Журналом ежегодно с 1997 г. присуждаются премии по 2 номинациям: Премия Дженсена (за лучшую статью по корпоративным финансам и организациям) и Fama-DFA Prize (по капитальным рынкам и ценообразованию на активы). По каждой номинации присуждается первая ($5000) и вторая ($2000) премии.
Периодичность выхода журнала: 12 номеров в год.
Журнал предоставляет специализированный форум для публикации исследований в области финансовой экономики и теории фирмы. Основные акценты сделаны на высокое качество аналитических и эмпирических исследования в следующих областях: рынки капитала, финансовые институты, корпоративные финансы, корпоративное управление, экономика организаций.